# PCE-Klasse
Patrol Craft Escort (PCE) war die Bezeichnung der US Navy für Geleit-U-Jagd-Boote, einen während des Zweiten Weltkrieges entwickelten und eingesetzten Militärschiffstyp, der eine preisgünstigere und schneller einsatzfähige Alternative zu den größeren Geleitzerstörern darstellen sollte.
Da Mitte 1942, also ein halbes Jahr nach Kriegseintritt der Vereinigten Staaten, immer noch nicht genügend Geleitzerstörer zur effektiven Absicherung der alliierten Konvois gegen deutsche und japanische U-Boote zur Verfügung standen, wurde die Fertigung der PCE-Klasse beschlossen. Diese Geleit-U-Jagd-Boote waren zwar kleiner als Geleitzerstörer, dafür jedoch wesentlich schneller und günstiger zu bauen. Sie basierten auf den vielseitig einsetzbaren Minensuchbooten der Admirable-Klasse, die seit Anfang 1942 produziert wurden.
Die Einheiten wurden in vier Unterklassen eingeteilt, die jedoch nahezu baugleich sind: Die PCE-827-Klasse umfasste 15 Schiffe, die allesamt im Rahmen des Lend-Lease-Abkommens an die Royal Navy übergeben und dort als Kil-Klasse genutzt wurden. Die PCE-842-Klasse stellte mit 40 gebauten PCEs die größte Baureihe dar. Die 13 Einheiten der PCE(R)-848-Klasse („R“ für Rescue) wurden als kleine Hospitalschiffe genutzt. Die PCE-905-Klasse wurde nie wie geplant eingesetzt, da die Schiffe bereits während des Baus zu Admirable-Minensuchern umgerüstet wurden bzw. man den Großteil stornierte. Insgesamt wurden 68 Geleit-U-Jagd-Boote fertiggestellt.
Die PCEs waren mit 56 Metern (184 Fuß, 6 Inch) Länge zwar nur wenig größer als die gewöhnlichen U-Jagd-Boote der PC-461-Klasse, besaßen jedoch mit etwa 900 Tonnen die doppelte Verdrängung. Sie erreichten eine Geschwindigkeit von 15,7 Knoten und hatten 99 bzw. 100 Mann Besatzung. Im Gegensatz zu den gewöhnlichen U-Jagd-Booten, die nur in Küstennähe verwendet wurden, wurden die PCEs aufgrund ihrer Geleitaufgaben auch in Hochsee eingesetzt, wo sie heftig mit dem Seegang zu kämpfen hatten und deshalb auch stabiler gefertigt werden mussten als die üblichen Patrouillenschiffe. Die Standardbewaffnung der Schiffe umfasste ein 3"/50-Schiffsgeschütz, drei 40-mm-Zwillingsgeschütze, fünf 20-mm-MGs, zwei Wasserbombenablaufgestelle, vier Wasserbombenmörser und einen Hedgehog.
Mehrere PCEs wurden zu Führungsschiffen für Landungsoperationen (Amphibious Control Vessels, PCE(C)) umgebaut; des Weiteren wurden drei Einheiten der PCE(R)-848-Klasse zu Kommunikationsschiffen umgerüstet, da die dort vorhandenen großen Sanitätsräume ideal für den Einbau von technischen Geräten geeignet waren.
Nach dem Weltkrieg wurden die meisten PCEs schnell ausgemustert. Viele wurden an verbündete Staaten abgegeben, darunter 8 an Südkorea, 7 an Mexiko, 5 an die Philippinen, je 3 an die Republik China und Südvietnam und je 2 an Burma, Ecuador und Kuba. Die drei südvietnamesischen Boote gelangten 1975 ebenfalls auf die Philippinen, dort wurde aus den PCE- und Admirable-Einheiten die Miguel-Malvar-Korvettenklasse geschaffen. Vier Einheiten wurden zeitweise von der US Coast Guard genutzt. In den 1950er-Jahren erhielten dann die bei der Navy verbliebenen Boote neben der bisherigen Nummer auch eigene Namen.
Neben den oben genannten vier Klassen wurde auch die Anfang der 1950er-Jahre im Rahmen des Military Defense Assistance Pact für die niederländische Marine gebaute PCE-1604-Klasse (Roofdier-Klasse) von der Navy als PCE klassifiziert, diese unterscheidet sich jedoch erheblich von den restlichen Einheiten und wird daher gesondert betrachtet.

## Schiffsliste
PCE-827-Klasse (Kil-Klasse):
- HMS Kilbernie (BEC1) (PCE-827)
- HMS Kilbride (BEC2) (PCE-828)
- HMS Kilchatten (BEC3) (PCE-829)
- HMS Kilchernan (BEC04) (PCE-830)
- HMS Kildary (BEC5)  (PCE-831)
- HMS Kildwick (BEC6)  (PCE-832)
- HMS Kilham (BEC7)  (PCE-833)
- HMS Kilkenzie (BEC8)  (PCE-834)
- HMS Kilhampton (BEC9)  (PCE-835)
- HMS Kilmacolm (BEC10)  (PCE-836)
- HMS Kilmarnok (BEC11)  (PCE-837)
- HMS Kilmartin (BEC12)  (PCE-838)
- HMS Kilmelford (BEC13)  (PCE-839)
- HMS Kilmington (BEC14)  (PCE-840)
- HMS Kilmore (BEC15)  (PCE-841)

PCE-842-Klasse:

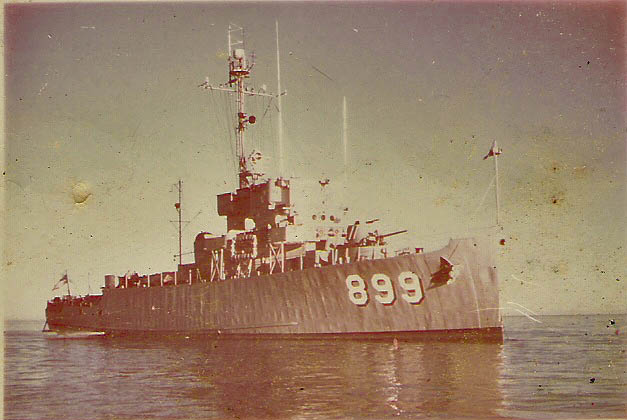
USS Lamar (PCE-899), um 1963

- USS PCE-842 (ursprünglich als PCE(Rescue) geplant, später Marfa genannt, 1961 als Tang Po an Südkorea, 1967 von Nordkorea versenkt)
- USS PCE-843 (ursprünglich als PCE(Rescue) geplant, später Skowhegan genannt)
- USS PCE-844 (ursprünglich als PCE(Rescue) geplant, 1947 als Pedro Sainz De Barandas an Mexiko)
- USS PCE-845 (ursprünglich als PCE(Rescue) geplant, später Worland genannt, 1994 als künstliches Riff versenkt)
- USS PCE-846 (ursprünglich als PCE(Rescue) geplant, später Eunice genannt, 1960 als Esmeraldes an Ecuador)
- USS PCE-847 (ursprünglich als PCE(Rescue) geplant, 1947 als David Porter an Mexiko)
- Nummer 848 bis 860 siehe PCE(R)-848-Klasse
- PCE-861 bis PCE-866 nicht gebaut
- USS PCE-867 (1948 als Yung Tai an die Republik China)
- USS PCE-868 (1947 als Virgilio Uribe an Mexiko)
- USS PCE-869 (1946 als Yung Hsin an die Republik China, später Wei Yuan)
- USS PCE-870 (später Dania genannt, 1961 als Pyok Pa an Südkorea)
- USS PCE-871 (1947 als Blas Godinez an Mexiko)
- USS PCE-872 (1947 als Caribe an Kuba)
- USS PCE-873 (umklassifiziert zu PCE(C), 1974 als Han San an Südkorea)
- USS PCE-874 (später Pascagoula genannt, 1960 als Manabi an Ecuador)
- USS PCE-875 (1947 als Tomas Marin an Mexiko)
- USS PCE-876 (als YDG-8 in Dienst gestellt, später Lodestone (ADG-8))
- USS PCE-877 (umklassifiziert zu PCE(C), später Trainingsschiff und umbenannt in Havre)
- USS PCE-878 (später Minenleger Buttress (ACM-4))
- USS PCE-879 (als YDG-9 in Dienst gestellt, später Magnet (ADG-9), 1976 als Zielschiff versenkt)
- USS PCE-880 (später Ely genannt)
- USS PCE-881 (1948 als Cebu an die Philippinen)
- USS PCE-882 (umklassifiziert zu PCE(C), 1974 als Ro Ryang an Südkorea)
- USS PCE-883 (später YDG-10 und Deperm (ADG-10), 1982 als Zielschiff versenkt)
- USS PCE-884 (1948 als Negros Occidental an die Philippinen)
- USS PCE-885 (1948 als Leyte an die Philippinen)
- USS PCE-886 (umklassifiziert zu PCE(C), später Banning genannt)
- PCE-887 bis PCE-890 nicht gebaut
- USS PCE-891 (1948 als Pangasinan  an die Philippinen)
- USS PCE-892 (später Trainingsschiff und Somerset genannt, 1961 als Ryul Po an Südkorea)
- USS PCE-893 (1947 als Siboney an Kuba)
- USS PCE-894 (später Farmington genannt, 1965 als Yan Taing Aung an Burma)
- USS PCE-895 (später Crestview genannt, 1961 als Dong Da II an Südvietnam, 1975 auf die Philippinen geflohen und in Sultan Kudarat umbenannt)
- USS PCE-896 (umklassifiziert zu PCE(C), 1964 an die Coast Guard, 1974 an Südkorea)
- USS PCE-897 (1948 als  Iloilo an die Philippinen)
- USS PCE-898 (umklassifiziert zu PCE(C), 1974 als Okpo an Südkorea)
- USS PCE-899 (später Lamar genannt, 1964 an die Coast Guard)
- USS PCE-890 (später Groton genannt)
- USS PCE-891 (als USS Parris Island (AG-72) in Dienst gestellt)
- USS PCE-892 (später Portage genannt)
- USS PCE-893 (später Batesburg genannt, 1961 als Sa Chon an Südkorea)
- USS PCE-894 (später Gettysburg genannt)

PCE(R)-848-Klasse:

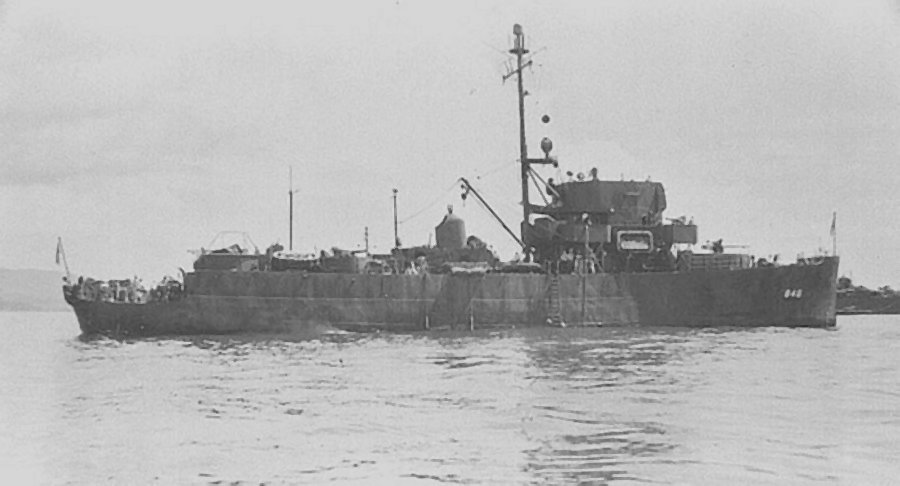
USS PCE(R)-848, August 1944

- USS PCE(R)-848 (zu einem Kommunikationsschiff umgebaut, 1944 bei Neuguinea durch einen Luftangriff beschädigt)
- USS PCE(R)-849 (zu einem Kommunikationsschiff umgebaut, später Somersworth genannt, zum Experimentalschiff EPCE(R) umklassifiziert)
- USS PCE(R)-850 (zu einem Kommunikationsschiff umgebaut, später Fairview genannt, zum Experimentalschiff EPCE(R) umklassifiziert)
- USS PCE(R)-851 (später Rockville genannt, zum Experimentalschiff EPCE(R) umklassifiziert, 1969 als San Andres an Kolumbien)
- USS PCE(R)-852 (später Brattleboro genannt, zum Experimentalschiff EPCE(R) umklassifiziert, 1966 als Ngoc Hoi an Südvietnam, 1975 auf die Philippinen geflohen und in Miguel Malvar umbenannt)
- USS PCE(R)-853 (später Amherst genannt, 1970 als Van Kiep II an Südvietnam, 1975 auf die Philippinen geflohen und in Datu Marikudo umbenannt)
- USS PCE(R)-854
- USS PCE(R)-855 (später Rexburg genannt, zum Experimentalschiff EPCE(R) umklassifiziert)
- USS PCE(R)-856 (später Whitehall genannt)
- USS PCE(R)-857 (später Marysville genannt, zum Experimentalschiff EPCE(R) umklassifiziert)
- USS PCE(R)-858 (1946 als USCGC Jackson (WPC-120) an die Coast Guard)
- USS PCE(R)-859
- USS PCE(R)-860 (1946 als USCGC Bedloe (WPC-121) an die Coast Guard)

PCE-905-Klasse (Admirable-Minensucher):

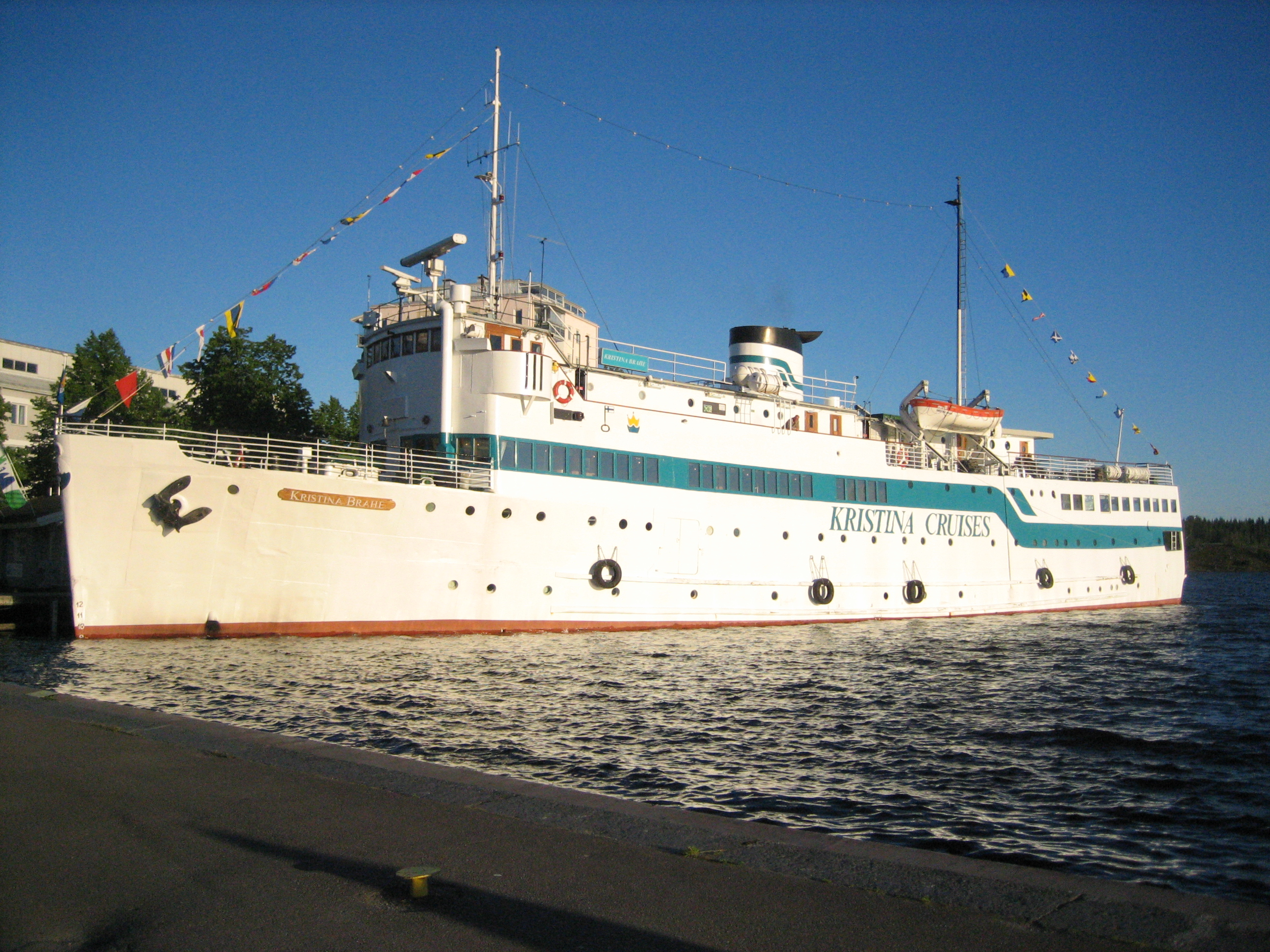
Kristina Brahe (ehemals USS PCE-830) in Savonlinna, 2008

- USS Execute (AM-232) (PCE-905, 1962 als DM-03 an Mexiko, später General Juan N. Méndez)
- USS Facility (AM-233) (PCE-906, 1962 als DM-04 an Mexiko)
- USS Gavia (AM-363) (PCE-907, 1946 als Yung Chun an die Republik China)
- USS Fixity (AM-235) (PCE-908)
- USS Flame (AM-236) (PCE-909)
- USS Fortify (AM-237) (PCE-910)
- USS Adjutant (AM-351) (PCE-911)
- USS Bittern (AM-352) (PCE-912)
- USS Breakhorn (AM-353) (PCE-913)
- USS Cariama (AM-354) (PCE-914)
- USS Chukor (AM-355) (PCE-915)
- USS Creddock (AM-356) (PCE-916, 1967 als Yan Gyi Aung an Burma)
- USS Dipper (AM-357) (PCE-917)
- USS Dotterel (AM-358) (PCE-918)
- USS Drake (AM-359) (PCE-919, unmittelbar nach Fertigstellung zum Hilfsschiff YDG-11 umgerüstet, später Ampere (ADG-11))
- USS Driver (AM-360) (PCE-920)
- PCE-921 bis PCE-934 nicht gebaut
- PCE-935 bis PCE-946 zu PCE(R) umgerüstet, aber nicht fertiggestellt
- PCE-947 bis PCE-976 nicht gebaut